# Eclipsiodes
Eclipsiodes là một chi bướm đêm thuộc họ Crambidae.